# Hottwil
Hottwil (schweizertyska: Hottel) är en ort i kommunen Mettauertal i kantonen Aargau, Schweiz. Orten var före den 1 januari 2010 en egen kommun, men slogs då samman med kommunerna Etzgen, Mettau, Oberhofen och Wil till den nya kommunen Mettauertal. I samband med sammanslagningen överfördes Hottwil från distriktet Brugg till distriktet Laufenburg.